# Peleyan (Kapongan)
Peleyan is een bestuurslaag in het regentschap Situbondo van de provincie Oost-Java, Indonesië. Peleyan telt 3283 inwoners (volkstelling 2010).